# Harems-Mystik
Harems-Mystik er en dansk stumfilm fra 1921, der er instrueret af Lau Lauritzen Sr. efter manuskript af Valdemar Andersen.

## Handling
To venner Sam og Samson er ved at lave en haremsfilm, men er gået i stå, da de får besøg af deres fælles ven, Journalist Svane, en stenrig mand som er ifølge med to unge starletter, Laila og Lulu. Svane læser deres manuskript igennem og håner filmens utroværdighed og deres manglende viden om Østen. Sam og Samson arbejder videre, men uden held. Først da de møder en tyrkisk herre, Mohamed Samos, der besøger Danmark, og som har den viden om harem og østens mystik, de selv mangler, ser det ud til at deres filmprojekt kan lykkes. Imidlertid kidnapper tyrken starletterne og vore venner må nu befri damerne. Sam tages under flugten til fange, men befries atter af Samson. Nu indledes jagten på tyrken og hans eunukker, som dog hurtigt viser sig at være falske. Alt er tabt - indtil vennerne endelig indser at deres oplevelser kan danne baggrund for haremsfilmen.

## Medvirkende
- Aage Bendixen - Sam, filmdigter
- Walter Nagel - Samson, filmdigter
- Carl Schenstrøm - Svane, journalist
- Karen Winther - Laila, filmstjerne
- Else Jørgensen - Lulu, filmstjerne
- Jørgen Lund - Overeunukken